# Joaquín Romero Marchent
Joaquín Luis Romero Marchent (Madrid, 26 d'agost de 1921 – ibídem, 17 d'agost de 2012) va ser un director de cinema i guionista espanyol. Va conrear molts gèneres del cinema, encara que va ser pels seus spaghetti westerns pel que va ser més reconegut, ja que va ser un pioner a Espanya dins d'aquest subgènere.

## Biografia
Joaquín Luis Romero Marchent va ser fill de Joaquín Romero Marchent Gómez de Avellaneda (1899-1973) (director-propietari de la revista especialitzada Radio Cinema i de la productora Intercontinental Films), i germà de Rafael Romero Marchent, actor i director, Carlos Romero Marchent, actor i director d'una sola pel·lícula, i Ana María Romero Marchent, muntadora. De la mateixa manera, la seva esposa Ángela Caballero va ser actriu durant cert temps i la seva filla menor, Nuria Romero, és ajudant de direcció i script.

### Obra
Després de deixar inconclusos diversos estudis, des de marina mercant a dret, i exercir de futbolista durant algunes temporades, va entrar al cinema en 1946, com a meritori en la pel·lícula El crimen de Pepe Conde (1946), produïda pel seu pare i dirigida per José López Rubio. A partir d'aquest moment va anar ascendint en l'escalafó professional (auxiliar de direcció, segon ajudant de direcció, primer ajudant de direcció), a les ordres sobretot de Luis Lucia Mingarro, Francesc Rovira-Beleta i José Díaz Morales. A continuació, en 1953, va aconseguir debutar com a director, mitjançant el thriller Juzgado permanente (1953), i una mica més tard va introduir el western (sota la forma del spaghetti western) al cinema espanyol, en rellevar al mexicà Fernando Soler com a director del díptic El Coyote (1955), segons la famosa creació literària de José Mallorquí.
Des de llavors, la seva aportació al mitjà audiovisual comprèn tres blocs fonamentals: aportacions a l'estil de comèdia agredolça i neorealista, en els anys 1950; va tornar al western en els anys 1960, establint així els pilars que permetran la imminent eclosió del spaghetti western; i contribució a una de les sèries televisives de major èxit en la història de l'ens: Curro Jiménez, ja en els anys 1970.
D'altra banda, durant els anys 1960 i 1970, va ser coproductor, mitjançant la seva empresa Centauro Films, i coguionista de diverses pel·lícules alienes a la seva faceta de director, principalment spaghetti westerns dirigits pel seu germà Rafael. En 1999, va aparèixer com a personatge en una novel·la de l'historiador cinematogràfic Carlos Aguilar, Coproducción.

## Filmografia
- 1953 - Juzgado permanente
- 1954 - Sor Angélica
- 1955 - El Coyote
- 1955 - La justicia del Coyote
- 1957 - El hombre que viajaba despacito
- 1958 - El hombre del paraguas blanco (L'uomo dall'ombrello bianco)
- 1959 - Fulano y mengano
- 1961 - La venganza del Zorro
- 1962 - Cabalgando hacia la muerte (L'ombra di Zorro)
- 1963 - Tres hombres buenos (I tre implacabili)
- 1963 - El sabor de la venganza (I tre spietati)
- 1964 - Antes llega la muerte (I sette del Texas)
- 1964 - Aventuras del Oeste (Sette ore di fuoco)
- 1966 - El aventurero de Guaynas (Gringo, getta il fucile)
- 1966 - La muerte cumple condena (Cento mila dollari per Lassiter)
- 1967 - Fedra West (Io non perdono... uccido)
- 1972 - Condenados a vivir (Cut-Throats Nine)
- 1974 - El juego del adulterio
- 1975 - El clan de los Nazarenos (I quattro del clan di cuore di pietra)
- 1976 - Curro Jiménez (Sèrie de TV)
- 1980 - Despido improcedente
- 1984 - Las fantasías de Cuny

## Premis
Medalles del Cercle d'Escriptors Cinematogràfics
| Any  | Categoria              | Pel·lícula         | Resultat  |
| ---- | ---------------------- | ------------------ | --------- |
| 1946 | Millor labor literària |                    | Guanyador |
| 1951 | Millor labor literària |                    | Guanyador |
| 1953 | Millor guió            | Juzgado permanente | Guanyador |
| 1955 | Millor labor literària |                    | Guanyador |